# ۴۶۴ (خورشیدی)
۴۶۴ چهارصد و شصت و چهارمین سال هجری خورشیدی است.